# Kožince
Kožince (cyr. Кожинце) – wieś w Serbii, w okręgu toplickim, w mieście Prokuplje. W 2011 roku liczyła 62 mieszkańców.